# Siège de soupape
Pour les articles homonymes, voir siège.

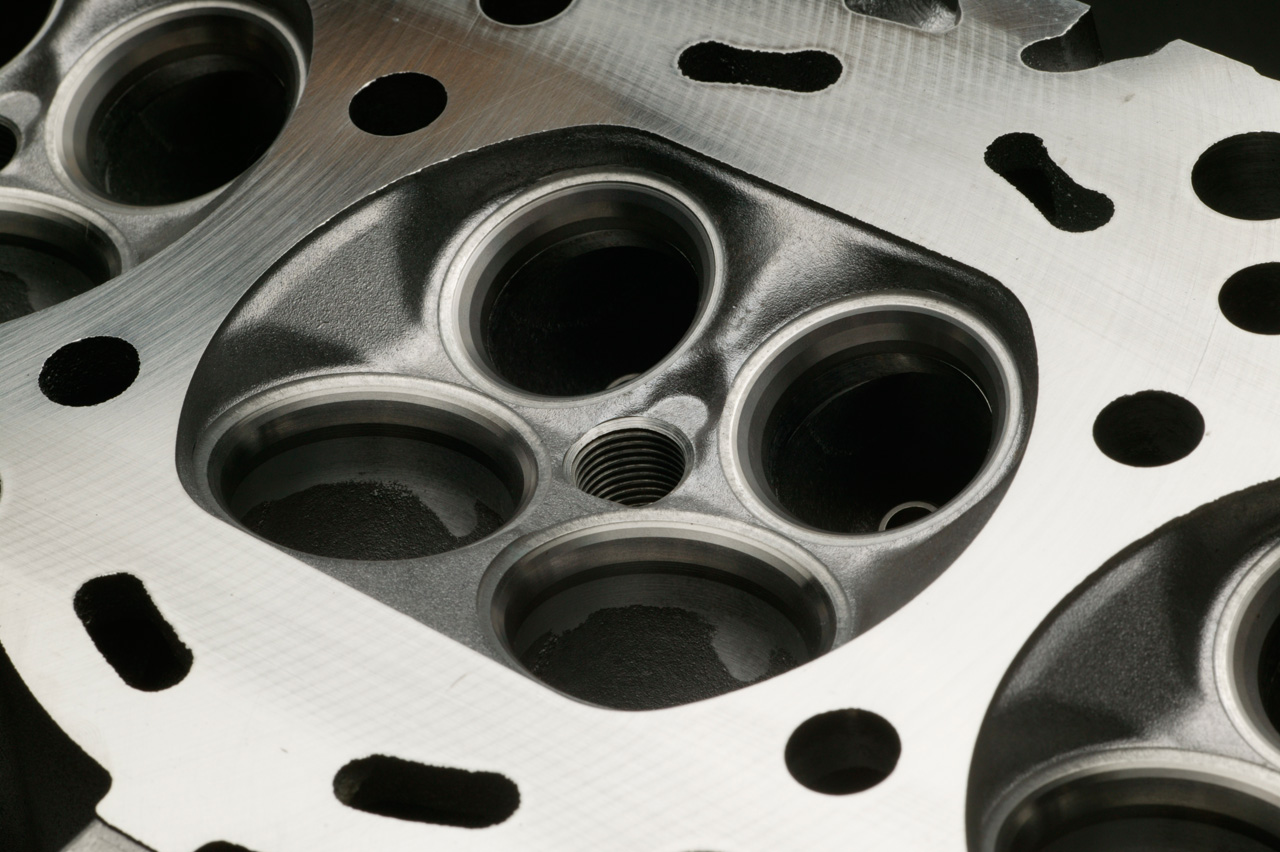
Siège de soupape d'un moteur essence Nissan à 4 soupapes par cylindre.

Un siège de soupape de moteur à combustion interne est la pièce sur laquelle les soupapes d'admission ou d'échappement viennent en contact afin de fermer la chambre de combustion. Les sièges de soupapes sont des pièces critiques des moteurs thermiques. En effet, si elles sont mal positionnées, orientées ou mal usinées, des fuites au niveau des soupapes se produiront et réduiront la pression dans le cylindre, et donc son rendement, sa puissance, son niveau d'émissions polluantes ainsi que sa durée de vie.

## Matériaux et fabrication
Les sièges de soupapes subissent d'importantes contraintes thermiques, surtout les soupapes d'échappement qui ne sont pas refroidies par le carburant, et mécaniques en raison des fortes pressions de contact et d'abrasion, essentiellement les soupapes d'échappement, dues aux résidus tels que la suie. C'est pourquoi elles sont fabriquées dans des alliages métalliques très durs, tels que la stellite (alliage de cobalt). Les sièges sont généralement fabriqués à partir de la métallurgie des poudres, car elle permet d'obtenir des alliages hors équilibre.
Les sièges de soupapes sont frettés dans la culasse si bien qu'une large collerette de maintien doit être prévue dans la culasse. Du fait de la précision requise sur sa géométrie et sur son positionnement, le profil conique où vient s'appuyer la soupape est ensuite usiné. Le frettage des sièges de soupapes dans la culasse permet de récupérer la culasse lorsque le siège est accidenté.

## Défauts

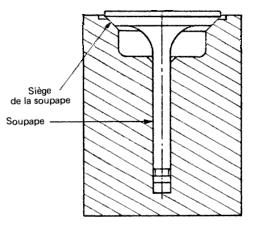
Le contact entre la soupape et le siège doit être parfait pour assurer un bon fonctionnement.

Plusieurs défauts de positionnement ou d'usinage peuvent apparaître :
- mauvais appui sur le fond du lamage de la culasse (mauvaise transmission de la chaleur vers la culasse)
- défaut de circularité de la face d'appui
- défaut de concentricité avec l'axe du guide de soupape
- mauvais angle de la surface de contact

Ces défauts engendrent des désordres fonctionnels dans la distribution, étant donné que l'étanchéité n'est plus correctement réalisée, mais également une usure excessive des soupapes ainsi qu'une mauvaise dissipation de la chaleur de la chambre de combustion vers la culasse.